# Sanitar

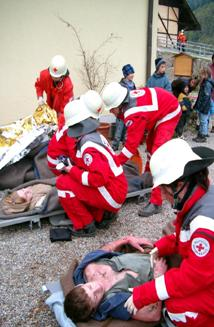
Sanitari acordând primul ajutor

Sanitar este un termen care se referă la sănătate, legi, măsuri, servicii destinate ocrotirii și îngrijirii sănătății publice.
Agentul sanitar este o persoană din cadrul personalului medical mediu al unui spital sau al unui serviciu medical, care se ocupă mai ales în mediul rural cu îngrijirea bolnavilor, cu executarea măsurilor de dezinfecție în cazuri de epidemii sau alte acțiuni de prevenire sau combatere a bolilor. El mai poate fi un soldat instruit pentru a da primul ajutor răniților și a se îngriji de ridicarea și transportarea lor de pe câmpul de luptă.
În cadrul serviciilor sanitare, punctul sanitar este cea mai mică unitate de asistență medicală, funcționând în întreprinderi sau în locuri de muncă izolate.